# Manso de Zúñiga
Manso de Zúñiga – hiszpański kierowca wyścigowy.

## Kariera
W swojej karierze wyścigowej de Zúñiga poświęcił się startom w wyścigach samochodów sportowych. W latach 1924-1925 Hiszpan pojawiał się w stawce 24-godzinnego wyścigu Le Mans. W pierwszym sezonie startów stanął na drugim stopniu podium klasy 2, a w klasyfikacji generalnej był piąty. W sezonie 1925 odniósł zwycięstwo w klasie 1.1, a w klasyfikacji generalnej uplasował się na dziesiątej pozycji.
W 1926 roku de Zúñiga odniósł zwycięstwo w organizowany w Hiszpanii wyścigu Grand Prix Guipozcoa.